# 591 (číslo)
Pět set devadesát jedna je přirozené číslo. Následuje po čísle pět set devadesát a předchází číslu pět set devadesát dva. Římskými číslicemi se zapisuje DXCI a řeckými číslicemi φϟα.

## Matematika
591 je:
- Deficientní číslo
- Poloprvočíslo
- Nešťastné číslo

## Astronomie
- (591) Irmgard je planetka hlavního pásu, kterou objevil v roce 1906 August Kopff

## Ostatní
- +591 je mezinárodní telefonní předvolba Bolívie

## Roky
- 591
- 591 př. n. l.